# Château de Veauce
Le château de Veauce est un château fort situé à Veauce, en France.

## Localisation
Le château est construit sur un promontoire rocheux, situé à mi-pente d'un vallon, à Veauce, dans le département de l'Allier, en région Auvergne-Rhône-Alpes.
Par rapport au château :
- À l'ouest s'étend la forêt des Colettes ;
- Au sud et à l'est se trouvent les jardins du château ;
- Au nord-est se trouve le village de Veauce.

## Description
Le château fort des XIe et XIIIe siècles, composé de plusieurs bâtiments qui s'organisent autour d'une cour d'honneur, a été largement remanié au milieu du XIXe siècle. Il comporte un chemin de ronde couvert reliant les tours.
Les trois tours datent des XIIIe et XIVe siècles. Au XVe siècle, au nord, une partie des fortifications a été abattue pour faire place à un logis en bordure du ravin. Flanqué de deux tours, il a conservé son aspect médiéval d'origine. Ses fenêtres sont à croisées de pierre et il comporte une tourelle d'escalier.
Le tournebride nommé aussi le manoir des Noix date de la même époque et constitue un château miniature. Au XVIIe ou XVIIIe siècle, une terrasse hors des fortifications vient prolonger le château et, au XIXe siècle, un corps de logis avec porterie remplace un autre bâtiment,,.

### Tours
Le château possède 5 tours.

#### La tour carrée
Localisation : nord-ouest.
C'est la partie existante la plus ancienne du château (XIe siècle). Elle comporte un assommoir, un jour (meurtrière à but d'observation uniquement), ainsi qu'une cloche.

#### La tour de guet
Localisation : nord-ouest.
Plus haute du château avec 45 mètres de hauteur, la tour est construite au XIIIe siècle ; tour de guet, elle permet principalement de surveiller le sud et l'est du château (jusqu'à l'actuelle ville de Gannat).
La base de son mur circulaire est composée de la pierre de Charroux, probablement récupérée à l'ancienne carrière de Gannat. Cette pierre locale est trouée par des vers il y a 23 millions d'années, puis fossilisée avec le temps.

#### Le donjon
Localisation : nord-est.
Le donjon possède 4 étages (rez-de-chaussée, 2 niveaux intermédiaires et sommet de la tour). Elle est aussi nommée "La tour mal-coiffée", en lien avec le crénelage : celle-ci ne parcourt pas la partie sud du sommet de la tour.
Elle fut prolongée en hauteur vers les années 1850 (avec la rénovation de l'aile est), en même temps que la tour de l'horloge, et la couverture du chemin de ronde par une toiture.
Son premier effondrement se produit en 2006 lorsque la partie sud de cette tour tombe sur la toiture de l'aile nord du château. Depuis, la végétation pousse au deuxième étage, depuis le trou du sommet du donjon (en décembre 2024).

#### La tour de l'horloge
Localisation : est
À l'origine, cette tour de l'horloge était une tour de garde, pendant sa période de forteresse féodale (XIIIe siècle).
Elle est aussi nommée "tour de Lucie", par abus de langage. En effet, depuis l'effondrement de la partie du donjon en 2006, les équipes étudiant le phénomène passé 1984 ne pouvait plus aller dans la même salle que Jean-Yves Casgha. Le chemin de ronde étant étroit pour déposer du matériel, la salle à l'autre extrémité a été utilisée. Avec le temps, la salle bleue de la tour de l'horloge est devenu la salle pour "l'interpellation de Lucie", donnant son surnom "tour de Lucie".
La tour de l'horloge a été prolongée vers les années 1850 lors de la rénovation de l'aile est du château. Avant cette rénovation, la tour de garde était à hauteur du crénelage le plus bas, visible depuis la cour intérieure.

#### La tour d'accès
Localisation : sud
Collée au sud du château, cette tour comporte uniquement un escalier en colimaçon. Elle permet l'accès aux différents étages, depuis sa construction au XVIe siècle.

## Historique
Avant 800, et avant la construction du château, un couvent de bénédictins était présent.
Un premier château fort fut probablement construit vers l'an 808, au moment où Charlemagne marqua les frontières du royaume d'Aquitaine. À cette époque, le sire de Veauce possédait un droit de justice sur un territoire assez vaste (Ébreuil et le hameau du Mercurol, Vicq, Lalizolle). Il fut reconstruit au XIe siècle et encore remanié au XIIIe.
Il est au XIIe siècle la propriété des Bourbon.
En 1400, la seigneurie de Veauce est érigée en baronnie par Louis II de Bourbon en faveur de Robert Dauphin, chevalier, seigneur de Royne et de Veauce. À la suite de la mort du connétable Charles III de Bourbon en 1527, le château de Veauce relève alors directement de la couronne. Plusieurs familles illustres s'y sont succédé de 1700 à 1970 : Chauvigny de Blot, Le Loup, Du Buysson, les Cadier de Veauce (une des plus anciennes familles du Bourbonnais) qui le conserveront jusqu'au milieu du XXe siècle.
Au milieu du XIXe siècle, alors que le château est en très mauvais état, le baron de Veauce, Charles de Cadier de Veauce (1820-1884), député de l'Allier de 1852 à 1870, ami du duc de Morny, fait réaliser d'importants travaux de rénovation entre 1841 et 1846, lui donnant l'aspect que l'on connaît aujourd'hui. En 1849, il demandera à Edmond Tudot de réaliser une série de lithogravures, représentant le château et ses jardins sous plusieurs angles.
En 1971, le baron Eugène Adolphe Édouard de Cadier de Veauce le vend à Éphraïm Tagori de la Tour, un ingénieur de l'armement et officier de l'armée britannique, né à Jérusalem, vétéran de la bataille de Stalingrad et de la guerre des Six Jours.
À la mort d'Ephraïm Tagori en 1998, le château se dégrade rapidement et est finalement acheté en 2002 par une citoyenne britannique, Elisabeth Mincer. En 2015 naît le fonds de dotation Calligramme - Elisabeth Mincer, qui est le nouveau propriétaire du château ; sans but lucratif, il a pour objectif de sauvegarder le château et d'en faire un centre de tourisme culturel et de la nature « accessible à tous ». En 2023, le fonds de dotation Calligramme est renommé Universum.

### Liste des propriétaires connus
| Années                             | Propriétaires                                        |
| ---------------------------------- | ---------------------------------------------------- |
| Avant la 1re moitié du XIVe siècle | Famille de Veauce Famille Breschard de Bressolles    |
| XIVe et XVe siècles                | Famille de Saint-Julien                              |
| 1er quart du XVe siècle            | Robert Dauphin Jeanne de Chauvigny de Blot           |
| Début du XVIe siècle               | Anne de Vienne                                       |
| Avant 1593                         | Claude de Bauffremont                                |
| 1593 - 1641                        | Jacqueline de La Fayette Timoléon de Daillon         |
| 1641 - 1667                        | Claude Le Loup de Bellenave Famille du Buysson       |
| 1667 - 1700                        | Amable de Blich                                      |
| 1700 - 1971                        | Famille Cadier de Veauce (sur plusieurs générations) |
| 1971 - 1998                        | Éphraïm Tagori de la Tour                            |
| 1998 - 2002                        | Veuve d'Éphraïm Tagori de la Tour                    |
| 2002 - 2015                        | Anne Elisabeth Mincer                                |
| 2015 - 2023                        | Fonds de dotation Calligramme                        |
| 2023 - 2025                        | Fonds de dotation Universum (ex-Calligramme)         |

## Légende du fantôme de Lucie
D'après la légende, Lucie, une belle et jeune domestique d'à peine 19 ans (issue d'une famille noble désargentée) fut courtisée par le baron de l’époque, Guy de Daillon (vers 1560), qui était déjà marié à Jacqueline de La Fayette. Alors que ce dernier était parti guerroyer, la baronne, jalouse, en profita pour jeter Lucie dans la prison de la tour de l’Horloge, située au saillant sud-est de la forteresse. La jeune fille y mourut de faim, de froid et de peur, malgré les observations des villageois impuissants. Depuis, elle reviendrait certaines nuits errer sur le chemin de ronde.
L'engouement pour les phénomènes de châteaux hantés durant les années 1980 amena de nombreux curieux, ce dont Tagori tira profit en faisant sortir de l'ombre le fantôme de Lucie qu'il prétend voir tous les soirs, sur les douze coups de minuit, se promener sur les courtines,.
Durant la nuit du 8 au 9 août 1984, une équipe de France Inter dirigée par le journaliste Jean-Yves Casgha, spécialiste des reportages sur le paranormal, y consacra entièrement son émission « Boulevard de l'étrange ». Accompagnée du médium Raymond Réant et de sa petite-fille Aurore (alors âgée d'une dizaine d'années), l'équipe aurait été témoin de l’apparition du fantôme de Lucie (ou de la dame blanche) dans les hauteurs du château, et aurait même conservé des traces tangibles de sa rencontre avec Lucie : une photographie et des enregistrements sonores (qui n'ont pu trouver à ce jour d'explication scientifique).

## Protection
Au titre des monuments historiques :
- l'enceinte, la terrasse, les façades et les toitures de l'ensemble, à l'exception de celles de la porterie, sont classés par arrêté du 30 août 1985 ;
- les façades et les toitures de la porterie du XIXe siècle sont inscrites par arrêté du 27 octobre 1986 ;
- les dépendances comprenant le manoir des Noix, le pigeonnier, le haras, le chai, la laiterie, la maison du maître de meute et le chenil, sont inscrits par arrêté du 3 février 2011.